# Carbinea
Carbinea is een geslacht van spinnen uit de  familie van de Stiphidiidae.

## Soorten
- Carbinea breviscapa Davies, 1999
- Carbinea longiscapa Davies, 1999
- Carbinea robertsi Davies, 1999
- Carbinea wunderlichi Davies, 1999